# Hierodule
Un hiérodule (du grec ἱερός, hieros, sacré et δοῦλος, doulos, esclave) est un esclave de la Grèce antique qui était au service des prêtres et à la garde des temples.

## Historique
L'hiérodulisme volontaire chez les Grecs est probablement né de l'influence orientale. En Orient, les hiérodules étaient des serviteurs de prêtres qui travaillaient la terre sacrée autour d'un temple. De plus, ils devaient accomplir les services subalternes du temple et du culte et s'occuper de la musique et des chants lors des sacrifices.
Dans certains endroits, les hiérodules féminines se livraient aux visiteurs du temple en échange d'un cadeau offert à la divinité (prostitution sacrée). Strabon mentionne un état hiérodule à Comana, formé de plus de 6 000 hiérodules travaillant pour le prêtre d'un temple doté de vastes terres. Le sanctuaire de Vénus Erycina en Sicile (actuelle Erice) avait des hiérodules féminines et était administré par des vierges.
En Grèce ancienne, les danseurs et amants n'étaient généralement pas autorisés à fonctionner comme des hiérodules ; mais surtout à Corinthe, les hiérodules étaient aussi des hétaïres et payaient une taxe à la déesse sur leur commerce.
Des dons des hiérodules, de préférence à Delphes, sont fréquemment mentionnés. Les prisonniers de guerre victimes de la protection des dieux en tant que hiérodules n'avaient pas à se lamenter sur leur sort. Un ancien état hiérodule, considéré comme invulnérable même à l'ennemi, était sur Délos ; d'autres instituts similaires ont été trouvés à Delphes, Dodone, Eleusis ou encore, entre autres, Éphèse.

## Littérature
- « Ses portes d'or du temple étaient gardées par douze hiérodules hermaphrodites, symbole des deux objets de l'amour et des douze heures de la nuit » (Pierre Louÿs in Aphrodite (1896)).
- « Une hiérodule du temple de Diane s'égorgea, désespérée, avec le couteau des sacrifices ». (Gustave Flaubert in La tentation de Saint-Antoine (1874))
- « Josaphat extirpa les restes d'hiérodulisme que son père n'avait pu détruire ». (Ernest Renan in Histoire du peuple d'Israël (1889))